# Screaming Our Sins
Screaming Our Sins är Plan Threes debutfullängdsalbum och är släppt på skivbolaget Ninetone Records och distribueras av Universal Music. Det släpptes den 25 november 2009. Albumet är inspelat i Sidelake Studios, Sundsvall samt LaCarr Studios och är producerat av Patrik Frisk, David Clewett och Plan Three.

## Låtlista
1. "Triggers" - 03:05
2. "Still Broken" - 03:50
3. "The Common Divided" - 03:21
4. "Brush It Off" - 04:25
5. "The Collision" - 03:36
6. "Freak Show" - 03:13
7. "What Have You Done" - 03:39
8. "Be Still My Heart" - 03:56
9. "Whatever The Reason" - 03:06
10. "All For Nothing" - 03:51
11. "Subrosa" - 03:44